# Christian Wrede

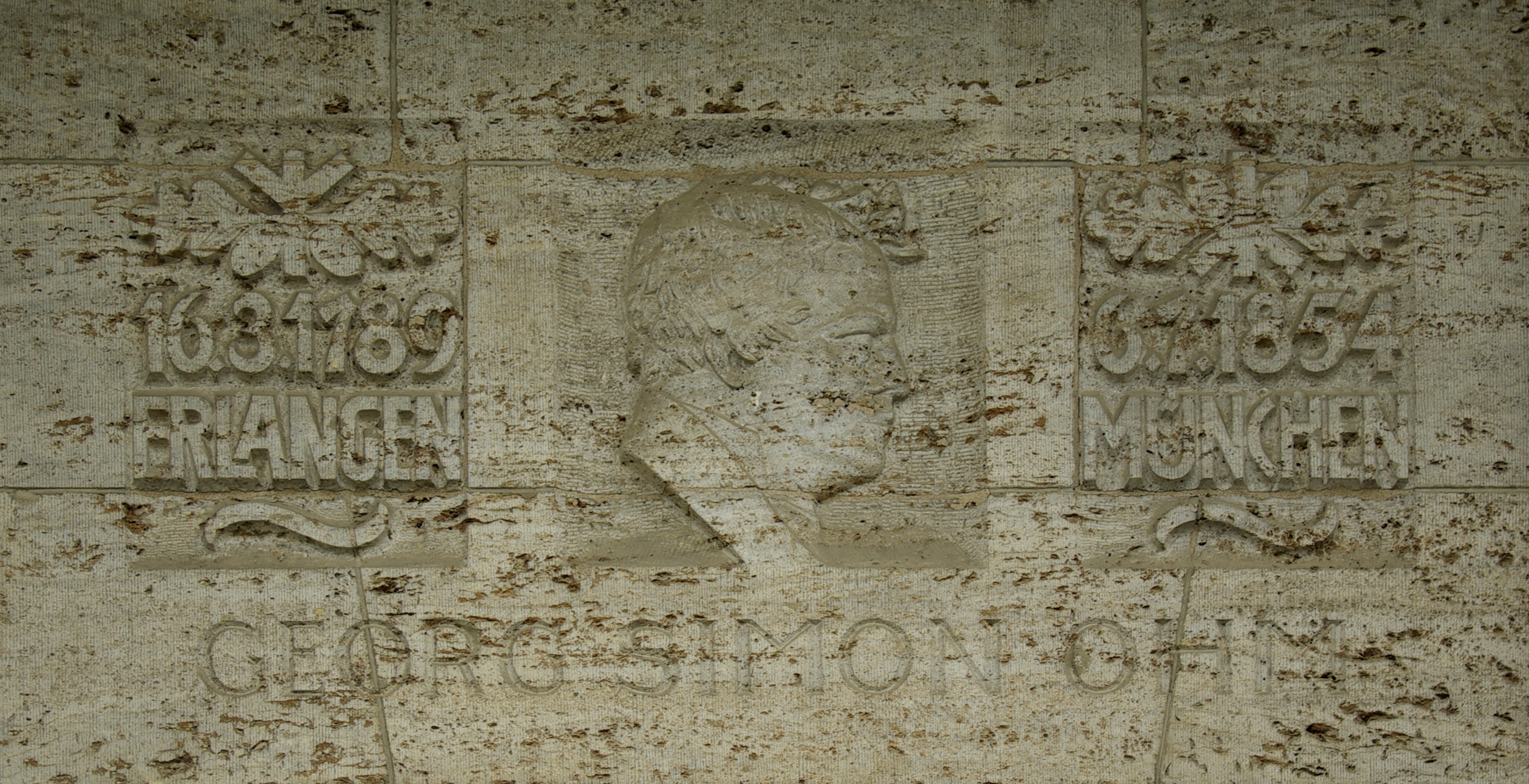
Relief (1940) des Physikers Georg Simon Ohm von Christian Wrede über dem Haupteingang des ehemaligen Gossen-Verwaltungsgebäudes in Erlangen

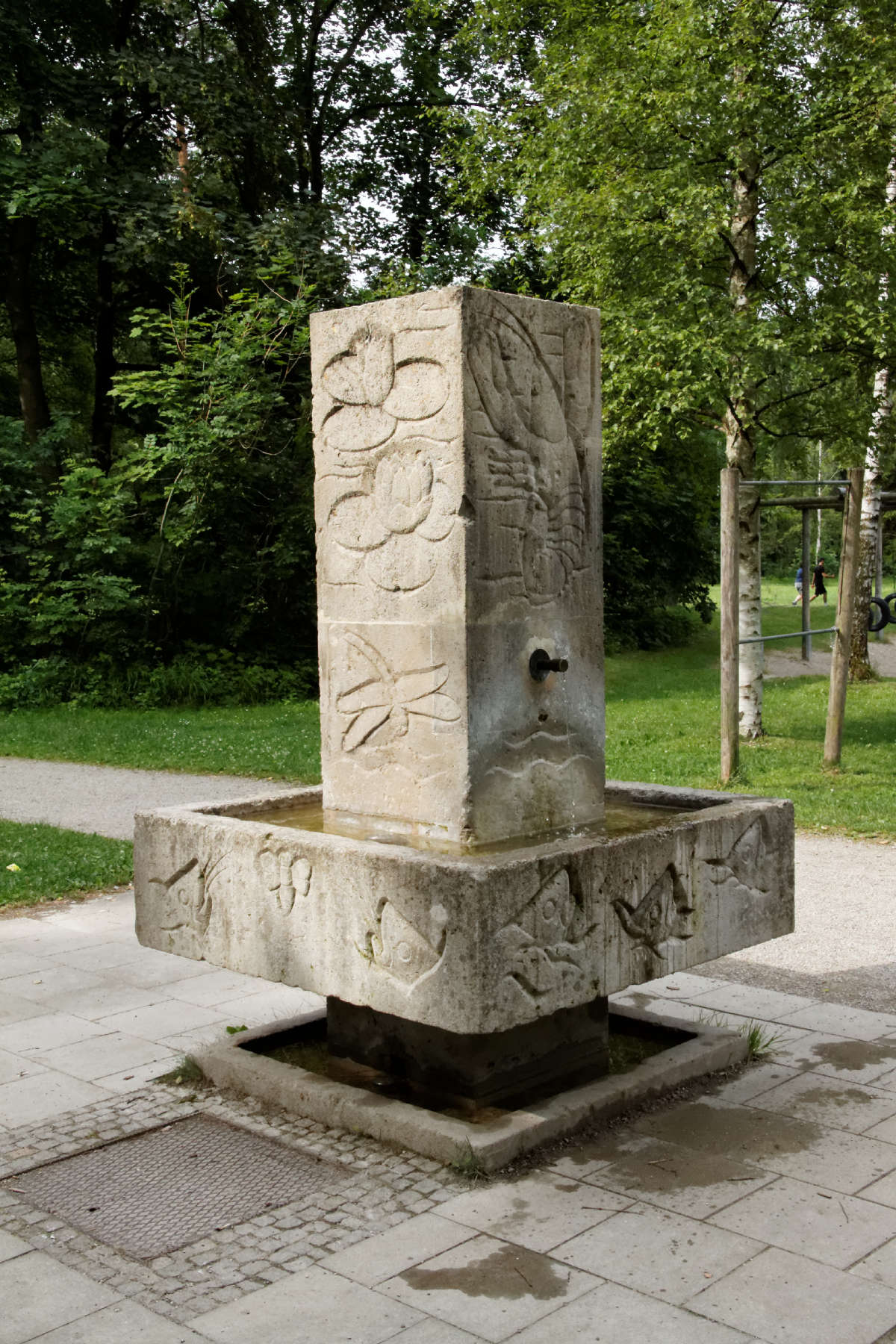
Brunnen mit Tierreliefs von Christian Wrede in München, 1934

Christian Wrede (* 10. Mai 1896 in Erlangen; † 13. Januar 1971 ebenda) war ein deutscher Bildhauer.
Christian Wrede, der Sohn eines Schreinermeisters, besuchte die Kunstgewerbeschule in Nürnberg. Nach Rückkehr aus dem Ersten Weltkrieg studierte er ab April 1920 an der Münchner Akademie der Bildenden Künste bei Balthasar Schmitt. Hier ließ er sich als vielbeschäftigter Bildhauer nieder. 1930 gehörte er dennoch zu den Mitgliedern des Kunstvereins Erlangen und nahm an dessen Ausstellungen teil. Da seine Münchner Wohnung am Ende des Zweiten Weltkriegs ausgebombt war, zog er vorübergehend wieder nach Erlangen. Hier beteiligte er sich am Neubeginn des Kunstlebens und den Aktivitäten des 1950 wiedergegründeten Kunstvereins. In den 1950er Jahren gewann er zahlreiche Wettbewerbe.